# 언주중학교
언주중학교(彦州中學校)는 대한민국 서울특별시 강남구 삼성동에 있는 공립 중학교이다.

## 학교 연혁
- 1980년 12월 17일 : 언주중학교 설립 인가(각 학년 13학급)
- 1981년 1월 23일 : 초대 이효원 교장 취임
- 1981년 3월 5일 : 제1회 입학식 19학급(남 15학급, 여 4학급)
- 1984년 2월 14일 : 제1회 졸업식(남 1,111명, 여 279명)
- 1997년 12월 8일 : 다목적실(체육관) 중측 준공
- 1999년 5월 3일 : 학교 급식실 개관
- 2021년 9월 1일 : 제14대 고소향 교장 취임
- 2023년 2월 7일 : 제40회 졸업식 (10학급 330명)
- 2023년 3월 2일 : 제43회 입학 (10학급 319명)

## 참고 자료
- 언주중학교 - 한국교육학술정보원 학교알리미